# 楊涛 (スピードスケート選手)
楊 涛（よう とう、簡体字中国語: 杨涛、1997年9月15日 – ）は、中華人民共和国のスピードスケート選手。
彼は2018年冬季オリンピックに参加した 。